# A Nemzetközi Űrállomás 46. alaplegénysége
A Nemzetközi Űrállomás 46. alaplegénysége (expedíciója) hattagú alaplegénység, melyet két Szojuz űrhajó, a Szojuz TMA–18M és a Szojuz TMA–19M juttatott fel és hozott le a Földre. Az expedíció a Nemzetközi Űrállomás 45. alaplegénységének 2015. december 11-i, Szojuz TMA–17M űrhajóval történő visszatérésével kezdődött.
A Szojuz TMA–17M űrhajón érkező orosz Mihail Kornyijenko és amerikai Scott Kelly hosszútávú, egyéves küldetésben vett részt.

## Személyzet
| Pozíció            | Első szakasz (2015. december) | Második szakasz (2015. decembertől 2016. márciusig)                                                                                        |
| ------------------ | --- | --- |
| parancsnok         | Scott Joseph Kelly, NASA negyedik és utolsó űrrepülése fellövés: 2015. 03. 27., Szojuz TMA–16M visszatérés: 2016. 03. 03., Szojuz TMA–18M  | Scott Joseph Kelly, NASA negyedik és utolsó űrrepülése fellövés: 2015. 03. 27., Szojuz TMA–16M visszatérés: 2016. 03. 03., Szojuz TMA–18M  |
| fedélzeti mérnök 1 | Mihail Boriszovics Kornyijenko, RKA második űrrepülése fellövés: 2015. 03. 27., Szojuz TMA–16M visszatérés: 2016. 03. 03., Szojuz TMA–18M  | Mihail Boriszovics Kornyijenko, RKA második űrrepülése fellövés: 2015. 03. 27., Szojuz TMA–16M visszatérés: 2016. 03. 03., Szojuz TMA–18M  |
| fedélzeti mérnök 2 | Szergej Alekszandrovics Volkov, RKA harmadik űrrepülése fellövés: 2015. 09. 02., Szojuz TMA–18M visszatérés: 2016. 03. 03., Szojuz TMA–18M | Szergej Alekszandrovics Volkov, RKA harmadik űrrepülése fellövés: 2015. 09. 02., Szojuz TMA–18M visszatérés: 2016. 03. 03., Szojuz TMA–18M |
| fedélzeti mérnök 3 | | Jurij Ivanovics Malencsenko, RKA hatodik űrrepülése fellövés: 2015. 12. 15., Szojuz TMA–19M visszatérés: 2016. 06. 18., Szojuz TMA–19M     |
| fedélzeti mérnök 4 | | Timothy Nigel Peake, ESA első űrrepülése fellövés: 2015. 12. 15., Szojuz TMA–19M visszatérés: 2016. 06. 18., Szojuz TMA–19M                |
| fedélzeti mérnök 5 | | Timothy Lennart Kopra, NASA második űrrepülése fellövés: 2015. 12. 15., Szojuz TMA–19M visszatérés: 2016. 06. 18., Szojuz TMA–19M          |

ForrásSpacefacts